# Abdyl Frashëri
Abdyl Frashëri (Frashër, Përmetski okrug, Albanija, 1. lipnja 1839. – Carigrad, Turska, 23. listopada 1892.), bio je albanski diplomat, političar, pisac, središnja osoba i prvi ideolog albanskog narodnog preporoda preko Prizrenske lige, narodni heroj Albanije.
Stariji je brat druge dvojice albanskih aktivista, Naima i Samija,a Ali Sami Yen je bio njegov nećak (sin Samija Frashërija). Otac je Midhata Frashërija, albanskog diplomata, pisca i političara.
Utjecao je na rad Ndrea Mjede, Ismaila Qemalija i Luigja Gurakuqija. 
Svibnja 1877. u grčkom gradu Janini (grč. Ioannina), onda dijelom Osmanskog Carstva suosnovao je tajnu organizaciju Janjinski albanski odbor, a zajedno s njim osnovali su ga Mehmet Ali Vrioni iz Berata (također iz današnje Albanije) te ini ugledni pripadnici albanskog naroda iz Janine.